# Sminthopsis
Sminthopsis es un género de marsupiales dasiuromorfos de la familia Dasyuridae conocidos vulgarmente como ratones marsupiales o dunnarts. Habitan en Australia, Tasmania y Nueva Guinea.

## Especies
El género Sminthopsis comprende 21 especies vivas y una extinta:
Sminthopsis aitkeni

Sminthopsis archeri

Sminthopsis bindi

Sminthopsis boullangerensis

Sminthopsis butleri

Sminthopsis crassicaudata

Sminthopsis dolichura

Sminthopsis douglasi

Sminthopsis floravillensis†

Sminthopsis fuliginosus

Sminthopsis gilberti

Sminthopsis granulipes

Sminthopsis griseoventer

Sminthopsis hirtipes

Sminthopsis leucopus

Sminthopsis longicaudata

Sminthopsis macroura

Sminthopsis murina

Sminthopsis ooldea

Sminthopsis psammophila

Sminthopsis virginiae

Sminthopsis youngsoni